# Dan sjedinjenja Međimurja s maticom zemljom Hrvatskom
Dan sjedinjenja Međimurja s maticom zemljom Hrvatskom spomendan je u Republici Hrvatskoj koji se obilježava 9. siječnja.

## Povijest
Nakon vojnog oslobađanja Međimurja, na Franjevačkom je trgu u Čakovcu 9. siječnja 1919. održana velika narodna skupština na kojoj je donesena Rezolucija o odcjepljenju Međimurja od mađarske države i izražena želja za pripojenjem Kraljevini Srba, Hrvata i Slovenaca. Iako su Mađari odustali od Međimurja tek nakon Trianonskog sporazuma 1920. godine, velika narodna skupština u Čakovcu bila je jedna od najvažnijih događaja za hrvatsko stanoništvo u Međimurju. Na skupštini je sudjelovalo preko deset tisuća ljudi, a najveća zasluga za postizanje odcjepljenja pripada dr. Ivanu Novaku.

### Tekst Rezolucije
U Hrvatskom je narodu u Međimurju od uvijek živjela želja da se politički sjedini sa svojim suplemenicima iste krvi i jezika. Imperijalizam mađarske države, koji je nasilnom mađarizacijom htio od raznih naroda bivše države Ugarske stvoriti jedinstveni i jednojezični mađarski narod,- kao što nije uspio kod ostalih nemađarskih naroda, - tako nije uspio niti kod međimurskih Hrvata. Uzprkos najvećeg nasilja i najžešće mađarizacije ipak je hrvatski narod u Međimurju uščuvao svoj jezik i živu želju za oslobođenje izpod tuđinskog jarma. Kad je pobiedila ideja velikog predsjednika sjeverno-američkih država Wilsona o samoodređenju naroda, osjetili su i međimurski Hrvati da i oni imaju pravo na slobodu i život. Mađarske su vlasti htjele još jednim posljednjim udarcem u klici uništiti ovu težnju naroda za slobodom, te su mnogi sinovi našega naroda morali tu težnju platiti vlastitom krvlju. Ipak je nadošao čas oslobođenja po slavnoj vojsci sinova naše krvi i jezika. Zato danas Hrvati iz cieloga Međimurja, - sakupljeni na javnoj obćoj skupštini, održanoj 9. siječnja 1919. u glavnom mjestu Čakovcu, - pred cielim svietom otvoreno, odlučno, jednodušno i samosvjesno izjavljuju: Za uviek se odcjepljujemo od mađarske države, kojoj smo do sada pripadali samo pod utjecajem sile i protiv svoje volje.

## Spomendan
Dana 23. rujna 2005. godine Hrvatski sabor je Dopunama »Zakona o blagdanima, spomendanima i neradnim danima u Republici Hrvatskoj« 9. siječnja proglasio spomendanom, kao sjećanje na događaj na kojem je narod Međimurja demokratski odlučio da svoju budućnost vidi u državnom-pravnoj vezi s ostatkom hrvatskog naroda. Dan spomena na donošenje Rezolucije o odcjepljenju Međimurja od mađarske države značajan je radi njezine uloge u povijesnoj težnji očuvanja jedinstvenosti hrvatskog teritorija.

## Poveznice
- Blagdani i spomendani u Hrvatskoj
- Povijest Međimurja
- Međimurje pod ugarskom vlašću
- Oslobađanje Međimurja
- Dan donošenja Odluke o sjedinjenju Istre, Rijeke, Zadra i otoka s maticom zemljom Hrvatskom

## Vanjske poveznice
Mrežna mjesta
- 9. siječnja – Dan sjedinjenja Međimurja s maticom zemljom Hrvatskom, na stranicama Hrvatskoga sabora
- blagdani Hrvatska opća enciklopedija